# Schiedam
Schiedam és un municipi de la província d'Holanda del Sud, al sud dels Països Baixos. L'1 de gener del 2009 tenia 75.385 habitants repartits sobre una superfície de 19,89 km² (dels quals 1,79 km² corresponen a aigua).

## Ajuntament (2006)
El consistori municipal està format per 35 regidors dels partits:
- PvdA 13 regidors (32,6%)
- SP 1 regidor (14,2%)
- CDA 5 regidors (13,2%)
- VVD 4 regidors (11,5%)
- Leefbaar Schiedam 3 regidors (8,2%)
- GroenLinks 2 regidors (4,4%)
- AOV 1 regidor (3,7%)
- Schiedam Actief 1 regidor (3,4%)
- D66 1 regidor (3,4%)
- Onafhankelijk 4 regidors (escindits del SP)